# Erwin Patzelt
Erwin Patzelt (* 28. April 1924 in Tschermna, Okres Trutnov, Tschechoslowakei; † 19. November 2022) war ein deutscher Experte für Botanik, Zoologie und Ethnologie in Ecuador.

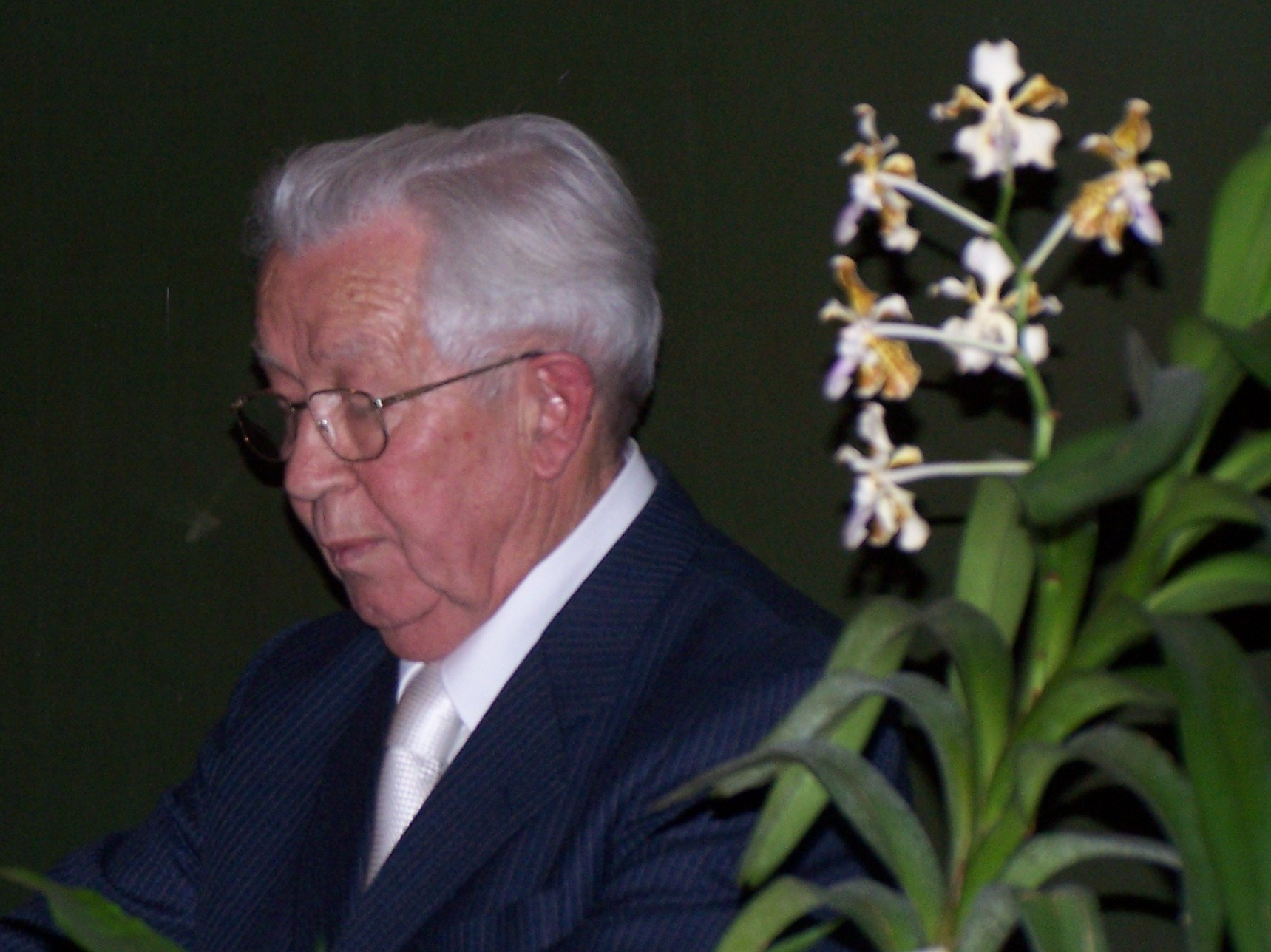
Erwin Patzelt, umgeben von „seinen“ Bromelien, bei der Verleihung der Ehrendoktorwürde 2006

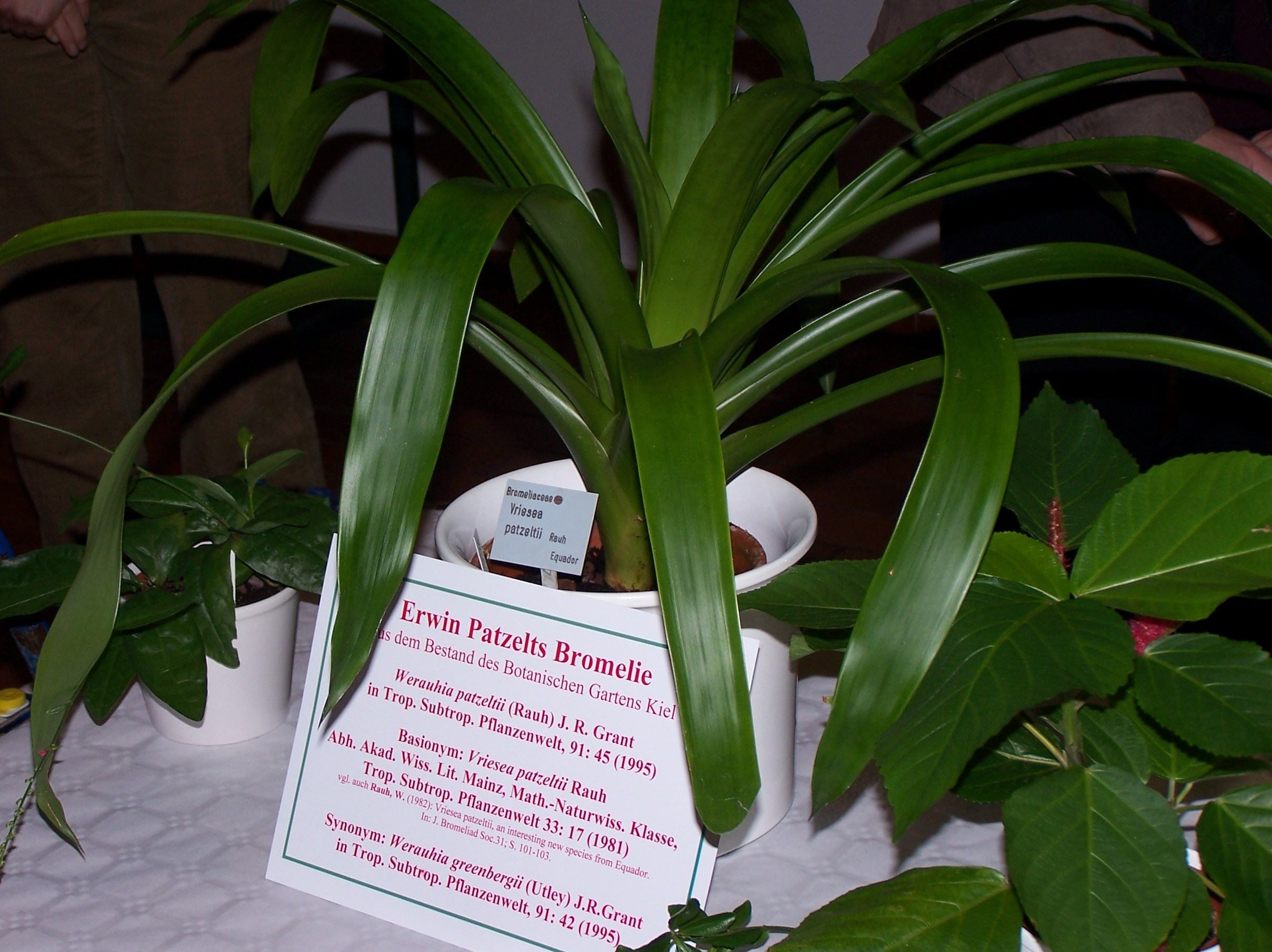
Das nach Erwin Patzelt benannte Ananas-Gewächs Werauhia patzeltii, hier aus dem Botanischen Garten der Universität Kiel

Sein Lebenswerk ist die Beschreibung der Fauna und Flora Ecuadors sowie der Armut, der Lebensgewohnheiten und des Sozialverhaltens der dort lebenden Menschen, vor allem indianischer Abstammung. Besonderes Augenmerk legte er dabei auf die Waorani, die damals noch als weitgehend isoliertes Volk im Regenwald Ecuadors lebten.

## Leben und Wirken
Erwin Patzelt Eltern besaßen in Tscherma eine Bauernstelle. Nach dem Abitur in Trautenau absolvierte er die Prüfungen an der Lehrerbildungsanstalt. Danach arbeitete er als Lehrer an der vierklassigen Schule seines Heimatdorfes Tschermna. Nach der Rückkehr aus dem Zweiten Weltkrieg wurde er Leiter der einklassigen Schule in Brenkenhagen bei Grömitz, danach von 1952 bis 1959 Lehrer an der Mittelschule in Oldenburg in Holstein mit den Fächern Biologie, Geographie und Musik. Während dieser Tätigkeit studierte er Biologie und Geographie an der Universität Kiel.
Dann wirkte er während sechs Jahren an der deutschen Schule in Temuco im Süden Chiles, wo viele deutsche Auswanderer leben. Fauna und Flora dieses Landes erweckten seine Aufmerksamkeit. Er begann mit dem Aufzeichnen seiner Entdeckungen. 1965 kehrte er für ein Jahr nach Deutschland zurück, nahm aber dann das Angebot an, als Auslandslehrer in Quito, der Hauptstadt von Ecuador, tätig zu werden. Hier fand er auch seine Ehefrau. In den 1990er Jahren besuchte Patzelt mehrmals die Colonia Dignidad und bezeichnete sich als Sympathisant des Sektenchefs Paul Schäfer.

### Wissenschaftliches Engagement
In Fachzeitschriften, z. B. „Kosmos“, veröffentlichte Erwin Patzelt seine Erkenntnisse. Er fotografierte und filmte und wurde zu einem Fachmann für Schulbücher und Touristik. Eines seiner Bücher beschreibt die Expedition zu den Menschen im Regenwald, zum Stamm der Huaorani im Osten Ecuadors.
Erwin Patzelt hatte Anteil an der Entdeckung einiger Tier- und Pflanzenarten, die von ihren Erstbeschreibern nach ihm benannt wurden:
- Cavia aperea patzelti, eine Unterart des Gemeinen Meerschweinchens aus den Anden von Ecuador[2]
- Werauhia patzeltii, ein Bromeliengewächs, von Werner Rauh 1981 als Vriesea patzeltii erstbeschrieben

## Auszeichnungen
- 1994: 7. Kulturpreis des Sudetendeutschen Kulturwerkes SH, für seine Leistungen.[3]
- 2006: Ehrendoktorwürde der Mathematisch-naturwissenschaftlichen Fakultät der Christian-Albrechts-Universität zu Kiel, aufgrund seiner wissenschaftlichen Forschungen.

## Publikationen
- mit Peter Baumann: Das Amazonas-Dschungelbuch. Safari bei Ullstein, Berlin/Frankfurt am Main/Wien 1980, ISBN 3-7934-1032-3.
- mit Peter Baumann: Erinnerungen eines Kopfjägers: Moquimbio erzählt von Leben, Traum und Magie im Amazonas-Regenwald. Fischer-Taschenbuch-Verlag, Frankfurt am Main 1981, ISBN 3-596-23053-5.
- mit Peter Baumann: Menschen im Regenwald. Umschau Verlag, Frankfurt am Main 1982, ISBN 3-524-66018-5.
- mit Peter Baumann: Wo die Berge Götter sind: Das neue Bild der Anden. Umschau Verlag, Frankfurt am Main, 1984, ISBN 3-524-66019-3
- Flora del Ecuador. Ed. del Banco Central de Ecuador, Quito 1985
- Fauna del Ecuador. Banco Central del Ecuador; 1. ed edition 1989
- Letzte Hoffnung Regenwald. Steiger, Innsbruck 1992, ISBN 3-85423-109-1
- Versunkene Welten – Leben im Regenwald in den 60er + 70er Jahren, Fotos von Erwin Patzelt unter www.regenwaldmenschen.de